# Sacra Famiglia (Guercino Firenze)
La Sacra Famiglia è un dipinto (56x75 cm) a olio su tela realizzato da Giovanni Francesco Barbieri, detto Guercino, intorno al 1615-16 e conservato nella Galleria Palatina di Palazzo Pitti a Firenze.

## Storia
Attribuito a Giuseppe Maria Crespi sin dal XIX secolo, il dipinto fu identificato come un'opera di Guercino da Denis Mahon. Questa tesi fu accolta da Ludwig Schudt e da allora non fu più contestata. La presenza del dipinto a Palazzo Pitti è documentata già nel 1819, quando compare come n. 3 della terza parete della "Stanza d’Apollo" nel catalogo ufficiale del palazzo, dove è attribuito al Guercino con il titolo Sacra Famiglia. Una guida francese del 1825 conferma la segnalazione precedente. Improvvisamente in un successivo catalogo della Galleria Palatina, redatto da Francesco Inghirami, viene segnalata una Sacra Famiglia di Giuseppe Crespi, nella medesima stanza e medesima posizione. Mahon sostiene che non si trattò di una svista o errore, ma che Inghirami avrebbe volontariamente cambiato l'attribuzione.

## Descrizione e stile
La scena è ambientata all'aperto, davanti a uno sfondo naturalistico appena abbozzato. Sulla sinistra si distingue il tronco di un albero, da cui si diparte un ramo che si allunga verso l’alto, mentre sulla destra è visibile un’altra macchia scura, presumibilmente riconducibile a un secondo tronco. Al centro si apre un lembo di cielo azzurro, con nuvole che sfumano delicatamente dal rosa al bianco. Le figure sono disposte secondo uno schema compositivo vagamente piramidale, il cui vertice coincide con il capo della Madonna. I personaggi sono strettamente uniti in un gruppo compatto, immerso in un’atmosfera di quiete domestica e intimità affettiva. In primo piano, la Madonna è seduta e tiene tra le braccia il Bambino Gesù nudo, che si gira verso san Giuseppe porgendogli la mano che a sua volta tende il braccio sinistro su cui è posato un uccellino, probabilmente un cardellino, che nella tradizione iconografica cristiana è associato alla Passione e alla Resurrezione di Cristo: la macchia rossa sul capo richiama il sangue versato durante la crocifissione, mentre la sua sopravvivenza all’inverno allude alla Resurrezione.
Mahon ha ravvisato tratti comuni con la pala nella chiesa parrocchiale di Renazzo, raffigurante la Madonna col Bambino in gloria con san Pancrazio e una santa monaca, sui quali si è basato anche per la datazione dell'opera, e vi ha rilevato evidenti richiami alla pittura ferrarese, in particolare a Scarsellino, sia nella tenerezza dell’impostazione che nell’uso sfumato del colore. Inoltre, seguito da Salerno e Stone, vi riconosce una fase in cui Guercino elabora una tecnica più articolata, che anticipa la fattura più ampia degli anni successivi.